# 熊野街道

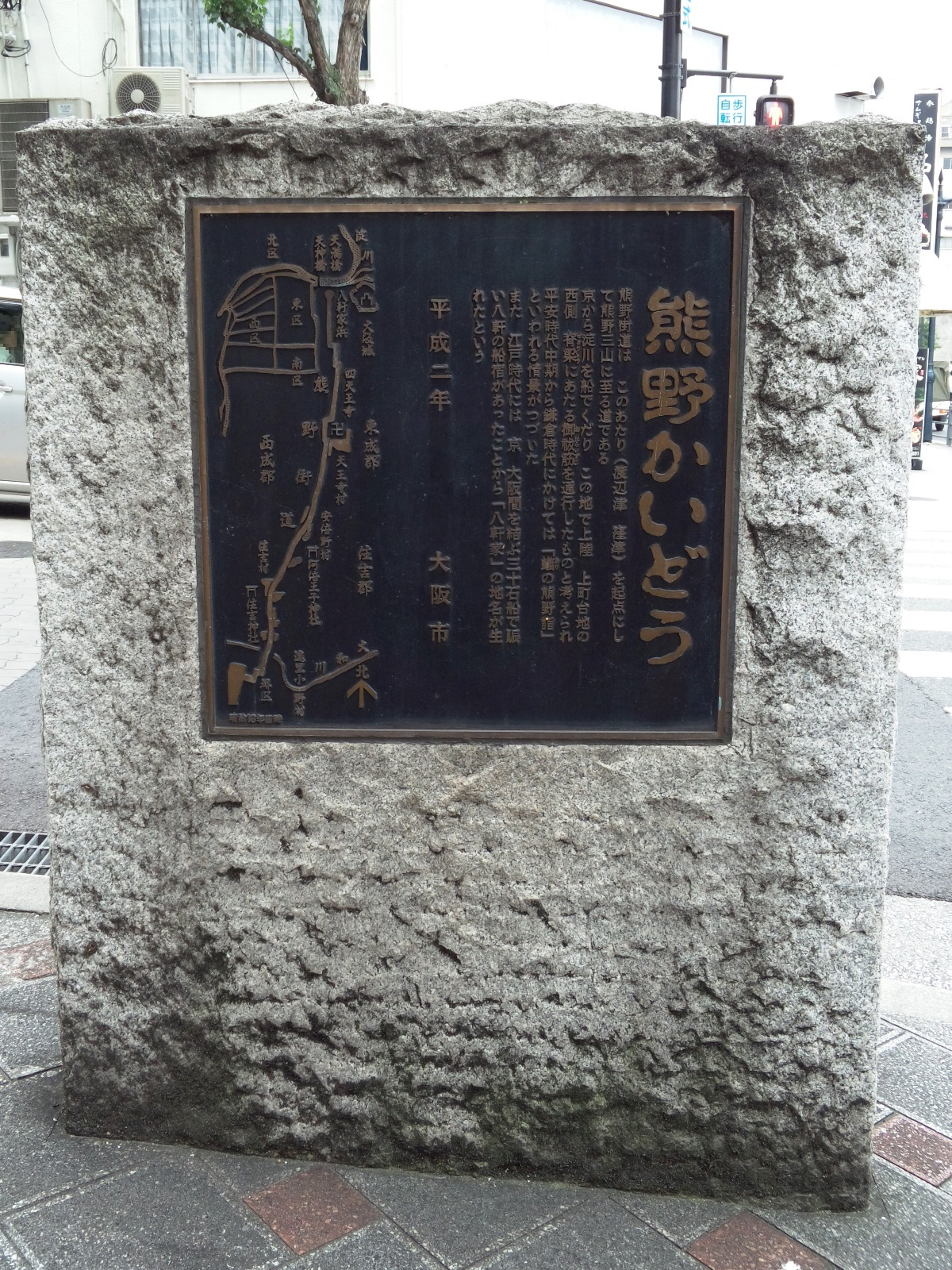
起点付近に設置された「熊野かいどう」碑
（大阪市中央区天満橋京町）

熊野街道（くまのかいどう）は、渡辺津から熊野三山（熊野本宮大社、熊野速玉大社、熊野那智大社）への参詣に利用された街道の総称。
紀伊路とも呼ばれ、当初は、渡辺津から熊野までが一体として扱われたが、近世以後は紀伊田辺を境に紀伊路・中辺路と区分されるようになった。後者の中辺路は、ユネスコの世界遺産「紀伊山地の霊場と参詣道」の一部として登録されている。
説教浄瑠璃の小栗判官にちなみ小栗街道（おぐりかいどう）とも呼ばれ、大阪市街（上町）では御祓筋（おはらいすじ）とも呼ばれる。

## 概要
熊野街道は、摂津国渡辺津（窪津・国府津・高津・楼津ともいう。大阪府大阪市中央区天満橋京町付近）を起点に上町台地を南下し、四天王寺（大阪市天王寺区）、住吉大社（大阪市住吉区）を経て、和泉国に入る。
和泉国下瓦屋村（泉佐野市）で、それまで熊野街道の海側を並行して通っていた紀州街道が熊野街道に合流し、雄ノ山峠を越えて紀伊国中筋村（和歌山市）に至る。紀州街道とは中筋村で一旦分かれ、川辺村（和歌山市）で再び合流してすぐ再び分かれる。熊野街道は川辺村から紀ノ川を渡って南下し続け、紀伊国田辺を経て、中辺路または大辺路によって熊野三山へと向かった。
街道沿いには、熊野権現を祭祀した九十九王子が設けられ、参詣者は参詣道中の無事を祈念しながら熊野三山への旅を続けた。
京から渡辺津までは、鳥羽あるいは山崎から船で淀川を下った。

## 熊野参詣
平安時代中期ごろから、熊野三山が阿弥陀信仰の聖地として信仰を集めるようになると、法皇・上皇などの皇族、女院らの参詣（熊野御幸）や貴族の参詣が相次ぐようになった。
その嚆矢は907年の宇多上皇とされ、鎌倉時代まで盛んに参詣が行われた。1081年には藤原為房（『為房卿記』）、1201年には後鳥羽上皇（藤原定家著『後鳥羽院熊野御幸記』）、1254年には藤原経俊（『経俊卿記』）が参詣したことが文献に記されているが、白河上皇、後鳥羽上皇などのように何度も参詣する例もあった。
室町時代以降は、上皇や貴族に代わって武士や庶民の参詣が盛んになった。その様子は、蟻の行列する様に例えて「蟻の熊野詣」と言われるほどの賑わいだったという。江戸時代には伊勢詣と並び、庶民が数多く詣でたという。熊野信仰の御利益を説く、小栗判官を題材とした説教本『をぐり』が出版されたり浄瑠璃として演じられたりしたのもこのころであった。
室町時代以降は、熊野御幸の御師をつとめた熊野修験が参詣経営から後退したため、畿内からの熊野への参詣道が複数成立するようになり、渡辺津から紀伊田辺までを紀伊路、紀伊田辺から熊野本宮までを中辺路と区分するようになった。これにともない、熊野街道の称は熊野へ通ずる街道を全体として総称する、やや曖昧な用語になった（注1）。
（注1）同じく熊野古道のひとつ小辺路も、熊野（街）道と称されることがあるが、歴史的由来からすると(少なくとも参詣道としては)比較的浅いものである。
明治以降は熊野への参拝は少なくなり、街道は鉄路の発達や近代的道路の整備などによりその道筋や機能を失っていく。しかし、熊野に近い山間部には、今なお当時の姿を残す熊野古道があり、貴重な歴史的遺産および地元の観光資源として重要な役割を果たしている。

## 現代
市街地の発達により、大坂や堺では当初の街道筋が失われている部分もある。また、九十九王子も、熊野詣の衰退によって失われたり場所がわからなくなったものが少なくない。大阪市阿倍野区に府内で唯一現存する阿倍王子神社がある。
平成に入ってから、健康志向の高まりや紀南の観光振興の動きから、熊野古道へのハイキングなどが多く企画されるようになった。代表的なイベントには、1999年、南紀熊野地域の16市町村（当時）が開催した「南紀熊野体験博」（4月29日 - 9月19日）がある。
大阪市、堺市では、歴史資源・観光資源として顕彰するため、平成に入ってから行政がかつての街道筋に案内板や道標などを設置している。
現在では、国道42号のうち 和歌山市 - 田辺市 - 新宮市 - 松阪市（ただしバイパスを除き、バイパスのある区間は旧道を指す）を熊野街道と呼ぶことも多い。